# Dune: Prophecy
Dune: Prophecy är en amerikansk action- och dramaserie, med svensk premiär på Max den 18 november 2024. Serien utspelar sig i Dune-universumet, skapat av Frank Herbert, och är en prequel till Denis Villeneuves film Dune från 2021.
Alison Schapker är seriens showrunner. Anna Foerster är exekutiv producent och regisserar flera avsnitt inklusive det första. Övriga exekutiva producenter inkluderar Jordan Goldberg, Mark Tobey, John Cameron, Matthew King, Scott Z. Burns och Jon Spaihts.

## Handling
Serien utspelar sig cirka 10 000 år före händelserna i Herberts roman Dune, och fokuserar på etablerandet av Bene Gesserit, det vill säga systerorden i vilken medlemmarna genom fysisk och mental träning strävar att uppnå övermänskliga krafter och förmågor.

## Rollista (i urval)
- Emily Watson – Valya Harkonnen
- Jodhi May – kejsarinnan Natalya
- Sarah-Sofie Boussnina – prinsessan Ynez
- Shalom Brune-Franklin – Mikaela
- Faoileann Cunningham – syster Jen
- Aoife Hinds – syster Emeline
- Chloe Lea – Lila
- Travis Fimmel – Desmond Hart
- Mark Strong – kejsar Javicco Corrino
- Jade Anouka – syster Theodosia
- Chris Mason – Keiran Atreides
- Josh Heuston – Constantine Corrino
- Edward Davis – Harrow Harkonnen